# Краско Андрій Іванович
Андрі́й Іва́нович Краско́  (рос. Андрей Иванович Краско; 10 серпня 1957, Ленінград — 4 липня 2006, Овідіополь, Україна) — радянський та російський актор театру і кіно, телеведучий.

## Життєпис
Андрій Краско народився 10 серпня 1957 року у Ленінграді, в родині студента Ленінградського театрального інституту майбутнього народного артиста Росії Івана Івановича Краско та шкільної вчительки Кіри Василівни Петрової.
Андрій зростав хворобливою дитиною, і для того, щоб більше бути з сином, його мати, Кіра Василівна, звільнилася зі школи та пішла вихователем у дитячий садок. Свою першу роль Андрій виконав у дитячому садку. Він був зайченям, а його батько — Дідом Морозом.
Вибір життєвого шляху для Андрія постав проблемою — йому по черзі хотілося стати то пожежником, то космонавтом, то шахтарем. Зрештою, сформувалося бажання стати актором. Почав займатися в Ленінградському театрі юнацької творчості під керівництвом М. Г. Дубровіна. Перша спроба вступу виявилася невдалою, Краско не взяли, тому що той погано підготувався до іспитів. Один сезон він працював монтувальником декорацій у театрі ім. Комісаржевської. Через рік Андрій вступив до ЛГИТМиК (нині — Російський державний інститут сценічних мистецтв), до майстерні Аркадія Кацмана і Льва Додіна. У 1979 році, після завершення навчання у ЛГИТМиК, він за розподілом був направлений до Томського театру юного глядача. У тому ж році дебютував в кіно.
У 1982 році Краска призвали на строкову службу до Радянської армії. Службу проходив у військах ППО в Архангельській області.
Помер 4 липня 2006 року на 49-му році життя від серцевої недостатності на зйомках фільму «Ліквідація» Сергія Урсуляка в селищі Овідіополь (Одеська область, Україна).
Поховано біля Санкт-Петербургу на Комаровському селищному цвинтарі 7 липня 2006 року.

## Фільмографія
- 1979 — Приватне побачення (короткометражний) — шофер
- 1980 — Нікудишня — хлопець з компанії
- 1981 — Куди Зник Фоменко? — товариш по службі
- 1981 — Штормове попередження — турист
- 1985 — Протистояння — «Іван», персонаж інтермедії
- 1986 — Коник-Горбоконик (фільм-спектакль) — стражник
- 1986 — Прорив — Олександр Костромін / Броніслав Костромін
- 1986 — Секретний фарватер — союзник
- 1987 — Вікторія — начальник патруля
- 1987 — Все це було, було, було …
- 1987 — Останній розбійник з Градца Броушева (фільм-спектакль) — торговка
- 1987 — Привид з міста Ойленберг (фільм-спектакль) — ландскнехт
- 1988 — Без мундира — очікує на вокзалі
- 1988 — Політ птаха — епізод
- 1988 — Фонтан — один з прихильників творчості Петрищева
- 1989 — Повернення із зірок (фільм-спектакль) — робот
- 1989 — Дон Сезар де Базан — Пабло
- 1989 — Пси — Віктор Васильович Утетін
- 1990 — Місто — Микола
- 1991 — Афганський злам — штабіст
- 1991 — Лох — переможець води — бандит
- 1991 — Іржа — епізод
- 1991 — Людина зі звалища — укладений
- 1992 — Гаджі — відвідувач ресторану
- 1993 — Кінь Білий
- 1993 — Сенсація — лейтенант міліції
- 1994 — Глухар — епізод
- 1994 — Російська симфонія — хлопець у козацькій формі
- 1994 — Російський транзит — портовий вантажник
- 1994 — Юнак з морських глибин
- 1995 — Прибуття поїзда (кіноальманах) — оператор Боря
- 1996 — Операція «З Новим роком!» — Епштейн
- 1997 — Американка — сусід
- 1997 — Брат — господар квартири
- 1997 — Вулиці розбитих ліхтарів-1 — кишеньковий злодій-злодій
- 1997 — Шизофренія — службовець зони
- 1998 — Блокпост — прапорщик Ілліч
- 1998 — Маленький водяний (фільм-спектакль) — гість
- 1998 — Особливості національної риболовлі — Вітьок
- 1998—1999 — Агент національної безпеки — 1 — капітан Андрій Іванович Краснов, співробітник ФСБ
- 1999 — Болдинська осінь (короткометражний) — Сисин
- 2000 — Агент національної безпеки — 2 — Андрій Іванович Краснов
- 2000 — Бандитський Петербург — 1 (Барон) — Жора «Піаніст»
- 2000 — Образа (короткометражний) — Сашко
- 2000 — Особливості національного полювання в зимовий період — другий прикордонник
- 2001 — Агент національної безпеки — 3 — Андрій Іванович Краснов, співробітник ФСБ
- 2001 — Начальник каруселей
- 2001 — Сестри — дядя Міша
- 2001 — Убивча сила — Степан Глюк
- 2002 — Агентство — Анатолій Мокрушніков
- 2002 — Гроші
- 2002 — Копійка — Микола / Гія
- 2002 — Олігарх — слідчий прокуратури Шмаков
- 2002 — Смерть Тарєлкіна (фільм-спектакль) — Кандид Касторовіч Тарелкин
- 2003 — Агент національної безпеки — 4 — майор Андрій Іванович Краснов, співробітник ФСБ
- 2003 — Дух землі — Стрем
- 2003 — Ключ від спальні — солдат
- 2003 — Лінії долі — Алік
- 2003 — Ділянка — Юрій Савичев
- 2004 — 72 метри — капітан Геннадій Яничар
- 2004 — Sapiens (короткометражний) — бомж
- 2004 — Агент національної безпеки — 5 — майор Андрій Іванович Краснов, співробітник ФСБ
- 2004 — Богиня: як я полюбила — лікар Павло
- 2004 — Даша Васильєва. Любителька приватного розшуку -3 — Юхим
- 2004 — Диверсант — майор Василь Сергійович Лукашин
- 2004 — Мара — Василь Плотніков
- 2004 — Ті, що втратили сонце — Саша Ледогоров
- 2004 — Своє чуже життя — камео
- 2004 — Сестри
- 2004 — Стерви, або Дивацтва любові — Мураш
- 2004 — Норовлива мішень — дядя Коля
- 2004 — Вузький міст — Саша Мигаль
- 2005 — 9 рота — комполка в Афгані
- 2005 — Брежнєв — перукар
- 2005 — Загибель Імперії — Микола Олексійович Стрельников
- 2005 — Доктор Живаго — Маркел
- 2005 — Єсенін — Йосип Віссаріонович Сталін
- 2005 — Жмурки — сусід
- 2005 — Королівство кривих … — журналіст Олександр Іванович Вєтров
- 2005 — На білому катері — Сан Санич
- 2005 — Нічний продавець — слідчий
- 2005 — Полювання на ізюбра — Скоросько Вадим Гнатович
- 2005 — Парі — епізод
- 2005 — Принцеса і жебрак — майор Ігор Сергійович Голомазов
- 2005 — Своя людина — Володя «Клавішник»
- 2005 — Турецький гамбіт — унтер-офіцер
- 2006 — Грозові ворота — полковник Галкін
- 2006 — Ялинка
- 2006 — Зачарована дільниця — Юрій Савичев
- 2006 — Хто приходить у зимовий вечір... — водій тролейбуса
- 2006 — Помаранчеве небо
- 2006 — Пітер FM — мужик у трусах
- 2006 — Сволота — дядя Паша
- 2006 — У. О. — полковник ФСБ Павло Андрійович Чернов
- 2006 — Я залишаюся — Віктор Павлович Тирса
- 2007 — Група «Зета» — полковник Гордієнко
- 2007 — Кохання-зітхання — Фелікс Едуардович Корогодський
- 2007 — Одна любов на мільйон — Суровцев